# Équipe de Jamaïque de football à la Coupe du monde 1998
L'Équipe de Jamaïque de football participe à la coupe du monde de football de 1998, ce pour la première fois de son histoire. Pour cette première participation, la Jamaïque est éliminée au premier tour.

## Parcours de la Jamaïque
La Jamaïque débute les éliminatoires de la CONCACAF lors du premier tour qui réunit les équipes les moins bien classés de la zone au classement FIFA. Elle élimine le Surinam puis la Barbade et accède ainsi au second tour.
Lors du second tour la Jamaïque est placée dans le groupe 4 avec le Honduras, le Mexique et Saint-Vincent-et-les Grenadines. La Jamaïque termine première en parvenant à devancer le Mexique. Les deux équipes accèdent au troisième et dernier tour qui regroupe six équipes.
Ce troisième tour commence mal pour la Jamaïque qui ne compte qu'une victoire à l'issue des matchs aller. Le sélectionneur René Simões se rend alors en Angleterre pour y trouver des joueurs originaires de la Jamaïque et en particulier des attaquants puisque son équipe n'a inscrit que deux buts lors des matchs aller. Il y repère l'attaquant Deon Burton, Jamaïcain par son père et qui évolue en Premier League à Derby County. Burton dispute les cinq matchs retour et inscrit quatre buts. Avec deux victoires et trois nuls la Jamaïque redresse la barre et termine à la troisième et dernière place qualificative pour la Coupe du monde. Finalement la Jamaïque a disputé 20 matchs pour se qualifier ce qui constitue un record.
Le tirage au sort de la phase finale est effectué le jeudi 4 décembre 1997 au Stade Vélodrome de Marseille par Joseph Blatter, futur président de la FIFA et par Raymond Kopa. Placée dans le chapeau 3 qui regroupe les équipes africaines et de la CONCACAF, la Jamaïque hérite du groupe H avec l'Argentine, la Croatie et le Japon.
Du 1er au 15 février 1998 la Jamaïque dispute la Gold Cup. Non qualifiée pour cette compétition elle bénéficie du forfait du Canada et est repêchée par la CONCACAF. Elle termine à la quatrième place du tournoi s'inclinant en petite finale contre le Brésil.
La Jamaïque dispute ensuite plusieurs matchs amicaux avant d'arriver en France. La Jamaïque s'installe à partir du 6 juin au château d'Arc-en-Barrois dans la Haute-Marne.
La Jamaïque dispute son premier match le 14 juin 1998 au stade Felix-Bollaert de Lens contre la Croatie. La Jamaïque concède l'ouverture du score à la 26e minute sur un but de Mario Stanic. La Jamaïque égalise à la 45e minute par Robbie Earle de la tête à la suite d'un long centre de Ricardo Gardner. En deuxième période les Jamaïcains encaissent deux buts (52e minute et 68e minute) et s'inclinent finalement trois buts à un.
Le dimanche 21 juin, la Jamaïque joue son deuxième match contre l'Argentine au Parc des Princes. L'Argentine ouvre le score à la 31e minute par Ortega. Peu avant la mi-temps, le défenseur Powell est expulsé. Les Argentins profitent de leur supériorité numérique en deuxième mi-temps en inscrivant quatre buts dont un triplé de Batistuta en dix minutes. René Simoes déclare qu'« à dix contre, [il] a préféré laisser [ses] joueurs prendre du plaisir et jouer comme ils l'aiment ».
Avec deux défaites en deux matchs la Jamaïque est éliminée car l'Argentine et la Croatie ont remporté leurs deux premiers matchs.
Le vendredi 26 juin la Jamaïque affronte le Japon au stade Gerland de Lyon. Les deux équipes comptant deux défaites elles veulent éviter la dernière place du groupe. La Jamaïque ouvre le score à la 39e minute par Theodore Whitmore qui double la mise en seconde période à la 54e minute. Le Japon réduit la marque à la 75e minute par Nakayama. La Jamaïque remporte ainsi son premier match dans une phase finale de Coupe du monde.
Au cours de cette coupe du monde les journalistes font état de dissension dans le groupe jamaïcain entre les « locaux » et ceux qui évoluent en Angleterre.    
Malgré ces problèmes la Jamaïque dispute quelques semaines plus tard la phase finale de la Coupe caribéenne des nations 1998. La Jamaïque s'y impose en battant en finale le 31 juillet, l'équipe hôte de Trinité-et-Tobago.

## Qualification

### Premier tour (Groupe Caraïbes 4)
|  | Quarts de finale   | Quarts de finale         | Quarts de finale   | Quarts de finale   |           |           | Demi-finales      | Demi-finales      | Demi-finales      | Demi-finales      |  |  | Finale             | Finale             | Finale             | Finale             |
|  |                    |                          |                    |                    |           |           |                   |                   |                   |                   |  |  |                    |                    |                    |                    |
|  | 10 et 31 mars 1996 | 10 et 31 mars 1996       | 10 et 31 mars 1996 | 10 et 31 mars 1996 |           |           | 14 et 19 mai 1996 | 14 et 19 mai 1996 | 14 et 19 mai 1996 | 14 et 19 mai 1996 |  |  | 23 et 30 juin 1996 | 23 et 30 juin 1996 | 23 et 30 juin 1996 | 23 et 30 juin 1996 |
|  | 10 et 31 mars 1996 | 10 et 31 mars 1996       | 10 et 31 mars 1996 | 10 et 31 mars 1996 |           |           | 14 et 19 mai 1996 | 14 et 19 mai 1996 | 14 et 19 mai 1996 | 14 et 19 mai 1996 |  |  | 23 et 30 juin 1996 | 23 et 30 juin 1996 | 23 et 30 juin 1996 | 23 et 30 juin 1996 |
|  | Dominique          | Dominique                | 3                  | 3                  |           |           | 14 et 19 mai 1996 | 14 et 19 mai 1996 | 14 et 19 mai 1996 | 14 et 19 mai 1996 |  |  | 23 et 30 juin 1996 | 23 et 30 juin 1996 | 23 et 30 juin 1996 | 23 et 30 juin 1996 |
|  | Dominique          | Dominique                | 3                  | 3                  |           |           | 14 et 19 mai 1996 | 14 et 19 mai 1996 | 14 et 19 mai 1996 | 14 et 19 mai 1996 |  |  | 23 et 30 juin 1996 | 23 et 30 juin 1996 | 23 et 30 juin 1996 | 23 et 30 juin 1996 |
|  | Antigua-et-Barbuda | Antigua-et-Barbuda       | 3                  | 1                  |           |           | 14 et 19 mai 1996 | 14 et 19 mai 1996 | 14 et 19 mai 1996 | 14 et 19 mai 1996 |  |  | 23 et 30 juin 1996 | 23 et 30 juin 1996 | 23 et 30 juin 1996 | 23 et 30 juin 1996 |
|  | Antigua-et-Barbuda | Antigua-et-Barbuda       | 3                  | 1                  | Dominique | Dominique | 0                 | 0                 |                   |                   |  |  | 23 et 30 juin 1996 | 23 et 30 juin 1996 | 23 et 30 juin 1996 | 23 et 30 juin 1996 |
|  |                    |                          |                    |                    | Dominique | Dominique | 0                 | 0                 |                   |                   |  |  | 23 et 30 juin 1996 | 23 et 30 juin 1996 | 23 et 30 juin 1996 | 23 et 30 juin 1996 |
|  |                    |                          | Barbade            | Barbade            | 1         | 1         |                   |                   |                   |                   |  |  | 23 et 30 juin 1996 | 23 et 30 juin 1996 | 23 et 30 juin 1996 | 23 et 30 juin 1996 |
|  |                    |                          |                    |                    | 1         | 1         |                   |                   |                   |                   |  |  | 23 et 30 juin 1996 | 23 et 30 juin 1996 | 23 et 30 juin 1996 | 23 et 30 juin 1996 |
|  |                    | 31 mars et 21 avril 1996 |                    |                    |           |           |                   |                   |                   |                   |  |  | 23 et 30 juin 1996 | 23 et 30 juin 1996 | 23 et 30 juin 1996 | 23 et 30 juin 1996 |
|  |                    |                          |                    |                    |           |           |                   |                   |                   |                   |  |  | 23 et 30 juin 1996 | 23 et 30 juin 1996 | 23 et 30 juin 1996 | 23 et 30 juin 1996 |
|  | Barbade            | Barbade                  | 0                  | 0                  |           |           |                   |                   |                   |                   |  |  |                    |                    |                    |                    |
|  | Barbade            | Barbade                  | 0                  | 0                  |           |           |                   |                   |                   |                   |  |  |                    |                    |                    |                    |
|  |                    |                          | Jamaïque           | Jamaïque           | 1         | 2         |                   |                   |                   |                   |  |  |                    |                    |                    |                    |
|  |                    |                          |                    |                    | 1         | 2         |                   |                   |                   |                   |  |  |                    |                    |                    |                    |
|  |                    |                          |                    |                    |           |           |                   |                   |                   |                   |  |  |                    |                    |                    |                    |
|  |                    |                          |                    |                    |           |           |                   |                   |                   |                   |  |  |                    |                    |                    |                    |
|  | Suriname           | Suriname                 | 0                  | 0                  |           |           |                   |                   |                   |                   |  |  |                    |                    |                    |                    |
|  | Suriname           | Suriname                 | 0                  | 0                  |           |           |                   |                   |                   |                   |  |  |                    |                    |                    |                    |
|  |                    |                          | Jamaïque           | Jamaïque           | 1         | 1         |                   |                   |                   |                   |  |  |                    |                    |                    |                    |
|  |                    |                          |                    |                    | 1         | 1         |                   |                   |                   |                   |  |  |                    |                    |                    |                    |
|  |                    |                          |                    |                    |           |           |                   |                   |                   |                   |  |  |                    |                    |                    |                    |
|  |                    |                          |                    |                    |           |           |                   |                   |                   |                   |  |  |                    |                    |                    |                    |
|  |                    |                          |                    |                    |           |           |                   |                   |                   |                   |  |  |                    |                    |                    |                    |
|  |                    |                          |                    |                    |           |           |                   |                   |                   |                   |  |  |                    |                    |                    |                    |

### Second tour (Groupe 3)
| 15.09.96 23.09.96 16.10.96 | Jamaïque - Honduras St. Vincent - Jamaïque Mexique - Jamaïque | 3:0 1:2 2:1 | 27.10.96 10.11.96 17.11.96 | Honduras - Jamaïque Jamaïque - St. Vincent Jamaïque - Mexique | 0:0 5:0 1:0 |    | Pays                            | Buts  | Pts |
| 15.09.96 23.09.96 16.10.96 | Jamaïque - Honduras St. Vincent - Jamaïque Mexique - Jamaïque | 3:0 1:2 2:1 | 27.10.96 10.11.96 17.11.96 | Honduras - Jamaïque Jamaïque - St. Vincent Jamaïque - Mexique | 0:0 5:0 1:0 | 1. | Jamaïque                        | 12:3  | 13  |
| 15.09.96 23.09.96 16.10.96 | Jamaïque - Honduras St. Vincent - Jamaïque Mexique - Jamaïque | 3:0 1:2 2:1 | 27.10.96 10.11.96 17.11.96 | Honduras - Jamaïque Jamaïque - St. Vincent Jamaïque - Mexique | 0:0 5:0 1:0 | 2. | Mexique                         | 14:6  | 12  |
| 15.09.96 23.09.96 16.10.96 | Jamaïque - Honduras St. Vincent - Jamaïque Mexique - Jamaïque | 3:0 1:2 2:1 | 27.10.96 10.11.96 17.11.96 | Honduras - Jamaïque Jamaïque - St. Vincent Jamaïque - Mexique | 0:0 5:0 1:0 | 3. | Honduras                        | 18:11 | 10  |
| 15.09.96 23.09.96 16.10.96 | Jamaïque - Honduras St. Vincent - Jamaïque Mexique - Jamaïque | 3:0 1:2 2:1 | 27.10.96 10.11.96 17.11.96 | Honduras - Jamaïque Jamaïque - St. Vincent Jamaïque - Mexique | 0:0 5:0 1:0 | 4. | Saint-Vincent-et-les-Grenadines | 6:30  | 0   |

### Tour final
Les trois premiers sont qualifiés
| 02.03.97 13.04.97 27.04.97 11.05.97 18.05.97 | Jamaïque - USA Mexique - Jamaïque Canada - Jamaïque Costa Rica - Jamaïque Jamaïque - El Salvador | 0:0 6:0 0:0 3:1 1:0 | 07.09.97 14.09.97 03.10.97 09.10.97 16.10.97 | Jamaïque - Canada Jamaïque - Costa Rica USA - Jamaïque El Salvador - Jamaïque Jamaïque - Mexique | 1:0 1:1 2:2 0:0 |    | Pays       | Buts  | Points |
| 02.03.97 13.04.97 27.04.97 11.05.97 18.05.97 | Jamaïque - USA Mexique - Jamaïque Canada - Jamaïque Costa Rica - Jamaïque Jamaïque - El Salvador | 0:0 6:0 0:0 3:1 1:0 | 07.09.97 14.09.97 03.10.97 09.10.97 16.10.97 | Jamaïque - Canada Jamaïque - Costa Rica USA - Jamaïque El Salvador - Jamaïque Jamaïque - Mexique | 1:0 1:1 2:2 0:0 | 1. | Mexique    | 23:7  | 18     |
| 02.03.97 13.04.97 27.04.97 11.05.97 18.05.97 | Jamaïque - USA Mexique - Jamaïque Canada - Jamaïque Costa Rica - Jamaïque Jamaïque - El Salvador | 0:0 6:0 0:0 3:1 1:0 | 07.09.97 14.09.97 03.10.97 09.10.97 16.10.97 | Jamaïque - Canada Jamaïque - Costa Rica USA - Jamaïque El Salvador - Jamaïque Jamaïque - Mexique | 1:0 1:1 2:2 0:0 | 2. | États-Unis | 17:9  | 17     |
| 02.03.97 13.04.97 27.04.97 11.05.97 18.05.97 | Jamaïque - USA Mexique - Jamaïque Canada - Jamaïque Costa Rica - Jamaïque Jamaïque - El Salvador | 0:0 6:0 0:0 3:1 1:0 | 07.09.97 14.09.97 03.10.97 09.10.97 16.10.97 | Jamaïque - Canada Jamaïque - Costa Rica USA - Jamaïque El Salvador - Jamaïque Jamaïque - Mexique | 1:0 1:1 2:2 0:0 | 3. | Jamaïque   | 7:12  | 14     |
| 02.03.97 13.04.97 27.04.97 11.05.97 18.05.97 | Jamaïque - USA Mexique - Jamaïque Canada - Jamaïque Costa Rica - Jamaïque Jamaïque - El Salvador | 0:0 6:0 0:0 3:1 1:0 | 07.09.97 14.09.97 03.10.97 09.10.97 16.10.97 | Jamaïque - Canada Jamaïque - Costa Rica USA - Jamaïque El Salvador - Jamaïque Jamaïque - Mexique | 1:0 1:1 2:2 0:0 | 4. | Costa Rica | 13:12 | 12     |
| 02.03.97 13.04.97 27.04.97 11.05.97 18.05.97 | Jamaïque - USA Mexique - Jamaïque Canada - Jamaïque Costa Rica - Jamaïque Jamaïque - El Salvador | 0:0 6:0 0:0 3:1 1:0 | 07.09.97 14.09.97 03.10.97 09.10.97 16.10.97 | Jamaïque - Canada Jamaïque - Costa Rica USA - Jamaïque El Salvador - Jamaïque Jamaïque - Mexique | 1:0 1:1 2:2 0:0 | 5. | Salvador   | 11:16 | 10     |
| 02.03.97 13.04.97 27.04.97 11.05.97 18.05.97 | Jamaïque - USA Mexique - Jamaïque Canada - Jamaïque Costa Rica - Jamaïque Jamaïque - El Salvador | 0:0 6:0 0:0 3:1 1:0 | 07.09.97 14.09.97 03.10.97 09.10.97 16.10.97 | Jamaïque - Canada Jamaïque - Costa Rica USA - Jamaïque El Salvador - Jamaïque Jamaïque - Mexique | 1:0 1:1 2:2 0:0 | 6. | Canada     | 5:20  | 6      |

## Effectif
| Prénom/ Nom        | Prénom/ Nom       | Club            | Date de naissance | Nb de matchs joués | Nb de buts      | Cartons rouges  | Cartons jaunes/rouges | Cartons jaunes  |
| Gardiens de but    | Gardiens de but   | Gardiens de but | Gardiens de but   | Gardiens de but    | Gardiens de but | Gardiens de but | Gardiens de but       | Gardiens de but |
| ------------------ | ----------------- | --------------- | ----------------- | ------------------ | --------------- | --------------- | --------------------- | --------------- |
| 1                  | Warren Barrett    | Violet Kickers  | 09.07.1970        | 2                  | 0               | 0               | 0                     | 0               |
| 13                 | Aaron Lawrence    | Reno FC         | 11.08.1970        | 1                  | 0               | 0               | 0                     | 0               |
| 14                 | Donovan Ricketts  | Wadadah FC      | 06.07.1977        | 0                  | 0               | 0               | 0                     | 0               |
| Défenseurs         |                   |                 |                   |                    |                 |                 |                       |                 |
| 21                 | Durrant Brown     | Wadadah FC      | 08.07.1964        | 0                  | 0               | 0               | 0                     | 0               |
| 4                  | Linval Dixon      | Hazard United   | 14.09.1971        | 0                  | 0               | 0               | 0                     | 0               |
| 15                 | Ricardo Gardner   | Harbour View FC | 25.09.1978        | 3                  | 0               | 0               | 0                     | 0               |
| 5                  | Ian Goodison      | Olympic Gardens | 21.11.1972        | 3                  | 0               | 0               | 0                     | 0               |
| 12                 | Dean Sewell       | Constant Spring | 13.04.1972        | 0                  | 0               | 0               | 0                     | 0               |
| 19                 | Frank Sinclair    | Chelsea FC      | 03.12.1971        | 3                  | 0               | 0               | 0                     | 0               |
| Milieux de terrain |                   |                 |                   |                    |                 |                 |                       |                 |
| 7                  | Peter Cargill     | Harbour View FC | 02.03.1964        | 2                  | 0               | 0               | 0                     | 1               |
| 3                  | Christopher Dawes | Galaxy United   | 31.05.1975        | 2                  | 0               | 0               | 0                     | 1               |
| 16                 | Robbie Earle      | Wimbledon FC    | 27.01.1965        | 3                  | 1               | 0               | 0                     | 0               |
| 2                  | Stephen Malcolm   | Seba United     | 05.02.1970        | 2                  | 0               | 0               | 0                     | 1               |
| 20                 | Darryl Powell     | Derby County    | 15.01.1971        | 2                  | 0               | 0               | 1                     | 0               |
| 6                  | Fitzroy Simpson   | Portsmouth FC   | 26.02.1970        | 3                  | 0               | 0               | 0                     | 0               |
| 11                 | Theodore Whitmore | Seba United     | 05.08.1972        | 3                  | 2               | 0               | 0                     | 0               |
| 9                  | Andrew Williams   | Columbus Crew   | 23.09.1977        | 1                  | 0               | 0               | 0                     | 0               |
| Attaquants         |                   |                 |                   |                    |                 |                 |                       |                 |
| 10                 | Walter Boyd       | Arnett Gardens  | 01.01.1972        | 3                  | 0               | 0               | 0                     | 0               |
| 18                 | Deon Burton       | Derby County    | 25.10.1976        | 3                  | 0               | 0               | 0                     | 1               |
| 8                  | Marcus Gayle      | Wimbledon FC    | 27.09.1970        | 1                  | 0               | 0               | 0                     | 0               |
| 22                 | Paul Hall         | Portsmouth FC   | 03.07.1972        | 3                  | 0               | 0               | 0                     | 0               |
| 17                 | Onandi Lowe       | Harbour View FC | 02.12.1973        | 2                  | 0               | 0               | 0                     | 0               |
| Sélectionneur      |                   |                 |                   |                    |                 |                 |                       |                 |
|                    | René Simões       |                 | 15.12.1952        |                    |                 |                 |                       |                 |

## Maillot

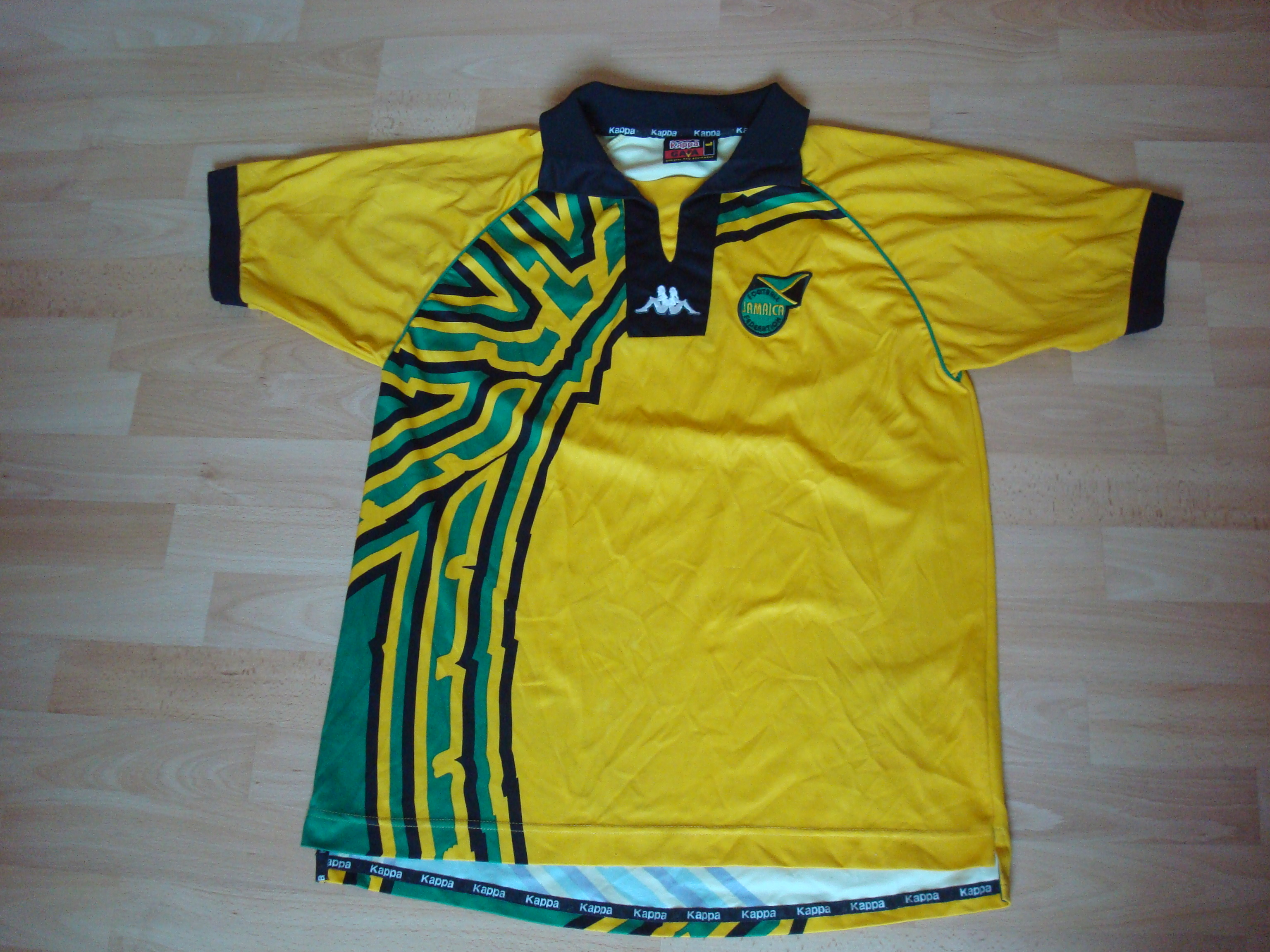
Maillot de la Jamaïque pour la Coupe du monde.

Pour la Coupe du monde 1998 la Jamaïque possède deux tenues confectionnées par l'équipementier italien Kappa. La première est constituée d'un maillot à dominante jaune avec des parements verts et noirs, d'un short noir et les bas sont jaunes. Pour la seconde tenue, le maillot est à dominante verte avec des parements jaunes et noirs, le short est jaune et les bas sont verts.

## Coupe du monde

### Premier tour (groupe H)
|   | Équipe    | Pts | J | G | N | P | Bp | Bc | Diff |
| 1 | Argentine | 9   | 3 | 3 | 0 | 0 | 7  | 0  | +7   |
| 2 | Croatie   | 6   | 3 | 2 | 0 | 1 | 4  | 2  | +2   |
| 3 | Jamaïque  | 3   | 3 | 1 | 0 | 2 | 3  | 9  | -6   |
| 4 | Japon     | 0   | 3 | 0 | 0 | 3 | 1  | 4  | -3   |

| 11 | 14 juin 1998 | Argentine | 1 - 0 | Japon    |
| 13 | 14 juin 1998 | Jamaïque  | 1 - 3 | Croatie  |
| 25 | 20 juin 1998 | Japon     | 0 - 1 | Croatie  |
| 29 | 21 juin 1998 | Argentine | 5 - 0 | Jamaïque |
| 45 | 26 juin 1998 | Japon     | 1 - 2 | Jamaïque |
| 46 | 26 juin 1998 | Argentine | 1 - 0 | Croatie  |

| 14 juin 1998                      | Jamaïque  | 1 - 3   | Croatie                                 | Stade Félix-Bollaert, Lens                          |                                                     |
| 21:00 · Historique des rencontres | Earle 45e | (1 - 1) | Stanić 27e · Prosinečki 53e · Šuker 69e | Spectateurs : 38 058 Arbitrage : Vítor Melo Pereira | Spectateurs : 38 058 Arbitrage : Vítor Melo Pereira |
| 21:00 · Historique des rencontres | (Rapport) |         |                                         | Spectateurs : 38 058 Arbitrage : Vítor Melo Pereira | Spectateurs : 38 058 Arbitrage : Vítor Melo Pereira |

| 21 juin 1998                      | Argentine                                       | 5 - 0   | Jamaïque | Parc des Princes, Paris                        |                                                |
| 17:30 · Historique des rencontres | Ortega 31e, 55e · Batistuta 72e, 80e, 82e (pen) | (1 - 0) |          | Spectateurs : 45 000 Arbitrage : Rune Pedersen | Spectateurs : 45 000 Arbitrage : Rune Pedersen |
| 17:30 · Historique des rencontres | (Rapport)                                       |         |          | Spectateurs : 45 000 Arbitrage : Rune Pedersen | Spectateurs : 45 000 Arbitrage : Rune Pedersen |

| 26 juin 1998 | Japon        | 1 - 2   | Jamaïque          | Stade Gerland, Lyon                           |                                               |
| 16:00        | Nakayama 74e | (0 - 1) | Whitmore 39e, 54e | Spectateurs : 39 100 Arbitrage : Günter Benkö | Spectateurs : 39 100 Arbitrage : Günter Benkö |
| 16:00        | (Rapport)    |         |                   | Spectateurs : 39 100 Arbitrage : Günter Benkö | Spectateurs : 39 100 Arbitrage : Günter Benkö |

## Buteurs
| Nom               | Nombre de buts |
| ----------------- | -------------- |
| Theodore Whitmore | 2              |
| Robbie Earle      | 1              |